# 日本化粧品協会
一般社団法人日本化粧品協会（にほんけしょうひんきょうかい、英称 Japan Cosmetics Association）は、化粧品市場の健全な発展を目指している団体である。

## 概要
化粧品の研究開発並びに教育、成分分析、臨床研究等を行うと共に、活動の一環として、消費者からの相談や通報を受付し、化粧品関連企業や市場に流通する（または今後流通しうる）商品の監視調査を行い、調査結果を行政担当部局と共有し、化粧品市場の適法性・安全性・透明性確保を行う活動をしている。
2019年11月には「カンナビノイド」に 特化した調査・分析・認証機関として、カンナビノイド審査委員会を発足した。
2023年4月に東京⼤学⼤学院医学系研究科⽪膚科学との共同研究である「東京⼤学⼤学院医学系研究科臨床カンナビノイド学」社会連携講座を設置、植物性カンナビノイドの基礎研究および臨床研究を行っている。
2025年3月31日付で東京⼤学⼤学院医学系研究科⽪膚科学との共同研究である「東京⼤学⼤学院医学系研究科臨床カンナビノイド学」社会連携講座を契約解除。

## 沿革
- 2012年10月 一般社団法人日本化粧品協会設立
- 2012年12月 一般消費者からの化粧品に関するクレーム相談窓口開設
- 2013年1月 企業からのビジネス相談、専門的なアドバイス、消費者からのトラブル、被害についての各種ご相談窓口開設
- 2013年4月 デベロップメント賞を開始。講師委員会・学術研究会発足
- 2013年10月 ジャパンコスメティックアカデミー開校。第1回日本化粧品検定１・２級取得コース開講。
- 2014年9月 日本化粧品検定指導者資格「コスメコンシェルジュインストラクター」コース開講。
- 2014年10月 日本化粧品検定1・２級取得コース廃止。
- 2016年12月 ジャパンコスメティックアカデミー通学制を廃止し、通信制に移行。日本化粧品検定「コスメコンシェルジュインストラクター」コース廃止。
- 2017年6月 SNS上で情報配信を開始。Twitter、Facebook、Instagram、YouTube
- 2017年10月 消費者リスク調査委員会発足
- 2019年11月 カンナビノイド審査委員会発足
- 2023年4月 東京⼤学⼤学院医学系研究科 臨床カンナビノイド学 社会連携講座を発足

## 活動内容
- 監視調査是正体制（行政連絡会）- 化粧品、栄養補助食品（各種サプリ等）、医薬部外品（スキンケア等）、美容機器、高度医療機器（コンタクトレンズ等）、健康補助食品等にかかわる法をもとに管轄省庁の委託事業として監視・調査・是正を行っている。化粧品により肌トラブルなどの被害に遭った、法外な金額で販売された、大げさな広告に騙された、などの日々の監視と消費者からの被害情報を受けて、これを調査し、当該企業に是正を促すことを目的といる。医薬品、医療機器等の品質、有効性及び安全性の確保等に関する法律（薬機法）、不当景品類及び不当表示防止法（景品表示法）等の違反の疑いがある商品や通販サイト記載内容、SNS掲載内容、看板、カタログ含め印刷物なども監視の対象となっている。
- 美容健康商品に関する各種相談 - 一般消費者、美容健康商品ビジネス関係者など、また個人、企業等にかかわらず、美容健康商品関連のあらゆる相談に対応している。
- 一般消費者に向け - 化粧品ビジネス業界についての相談、美容健康商品に関するお問合せ、その他 製品の不具合や使用後の皮膚トラブルにおける具体的な対応策、事故・苦情等の受付、交渉時の代理人斡旋、必要に応じ、特定製品の使用方法、成分組成、安全性などの情報提供をする。
- 業界従事者・企業向け - 製品の成分検査や成分分析、販売者に対する特定の製品・原料・メーカー等の紹介・推薦、ビジネスマッチング、貿易支援、輸出入代行をする。また、化粧品の安全性に関する情報開示や注意喚起の方法についても指導を行うほか、企画・開発・プロモーション・販売・経営等の専門講師を派遣するスポットコンサル業務も行う。
- 通報/調査 - 美容健康商品で害を被った、購入時のトラブル、大げさな広告等でだまされた等の通報を受付、企業に対して調査・是正を行う。
- 研究開発 - 大学との共同研究から生徒の自由研究まで、化粧品の研究情報の提供を行う。
- 技能教育 - 美容健康商品開発・成分・販売・企画・マーケティング・流通・経営等、美容健康商品ビジネス業界におけるトータルな技能を養う教育システムを運営。卒業生には日本化粧品協会の各資格を付与し、日本化粧品協会加盟企業への就職支援システムも利用できる。
- 情報配信 - 市場の発展のため、消費者と企業に隔たり無く美容健康商品ビジネス業界においての様々な情報を随時配信している。商品説明・市場動向・消費者動向・各種マーケティング・調査結果・公示・教育などの情報を雑誌・TV・ラジオ・インターネットの4大メディアへの情報提供やSNS、ホームページ等にて独自配信も行っている。
- 企業への分析データの提供 - 美容健康商品ビジネス業界に特化したマーケティングツールにより、独自に蓄積したビッグデータを活用し、的確なマーケティングプランの構築が実現可能となる。消費者に近い製造・開発・販売者を育成・支援するという観点から、消費者の精密広範な行動分析、成分を軸とした商品分析を行い企業へデータを提供している。
- 啓蒙活動 - 美容健康商品ビジネス業界に対する正しい知識や商品への理解を深めてもらうため、行政機関と連携した研究会や専門家による講演やPR活動、各種メディアの取材対応ならびに記事掲載、タイアップキャンペーンやイベントなどにより、広く一般消費者への啓蒙活動を行っている。また、消費者だけでなくメーカー（開発、販売者）に向けても、マーケティングセミナー、市場の最新情報や専門機関による講演など、内外での啓蒙活動を行い、美容健康商品ビジネス業界の健全化を支援する活動を行っている。

## 役員
【理事会】
| 代表理事 | 引地 功一 |                               |
| 理 事    | 久保 信保 | 元総務省消防庁長官            |
| 理 事    | 石塚 花絵 | 中央大学法学部兼任講師 弁護士 |

【調査委員会】
委員定数8名、その他 全国調査員
【講師委員会】
| 協会公認講師 | 各専門分野 ※ | 10名（2019年8月1日現在） |

※ 化粧品全般（スキンケア、ヘアケア、メイクその他）、サプリ、美容機器、高度医療機器等

## 所在地
〒113-0034　東京都文京区湯島2-3-3 マックビルB1